# 李鳴春
李鳴春（？—？），號蒼巖，直隶真定府冀州南宫县人。明朝政治人物。

## 生平
萬曆四十三年（1615年）乙卯科順天鄉試舉人，天啓二年（1622年）壬戌科進士。吏部观政，本年授陕西咸宁知县，改大名府学教授，四年升国子监助教，任四川乡试同考官。五年升户部河南司主事，六年管理浒墅钞关，丁忧归。

## 家族
曾祖李天爵，祖李绍封，父李秉彝，以子贵赠承德郎户部主事；母劉氏，赠安人。兄李茂春，號苍培，恩贡，官大宁知县。
妻趙氏，封安人。子李汝植（1602—1654），字挺之，恩贡，官中书舍人。